# Streifenbeutler
Die Streifenbeutler (Dactylopsila), auch Streifenphalanger,  sind eine Beuteltiergattung aus der Familie der Gleitbeutler (Petauridae). Trotz der Zugehörigkeit zu dieser Familie haben sie, wie ihr nächster Verwandter, der Hörnchenbeutler, keine Gleitmembranen. Die Gattung wird in fünf Arten unterteilt.
Streifenbeutler sind auf Neuguinea samt vorgelagerten Inseln sowie auf der Kap-York-Halbinsel im nordöstlichen Australien beheimatet. Ihren Namen haben sie von den drei schwarzen oder dunkelbraunen Streifen, die sich auf dem ansonsten weiß oder hellgrau gefärbten Fell den Rücken entlangziehen. Ein auffälliges Merkmal ist der dünne, verlängerte vierte Finger der Vorderfüße, der in einem hakenförmigen Nagel endet. Dieser Finger ähnelt dem des Fingertieres und dient demselben Zweck, Insekten aus Löchern und Spalten herauszufangen. Stark vergrößerte Schneidezähne dienen zum Annagen der Baumrinde, um an ihre Beute zu gelangen. Streifenbeutler erreichen eine Kopfrumpflänge von 17 bis 32 Zentimeter und ein Gewicht von 250 bis 550 Gramm. Der Schwanz ist buschig, er endet in einer weißen Spitze und wird rund 17 bis 40 Zentimeter lang.
Streifenbeutler sind nachtaktive Waldbewohner, sie leben auf Bäumen und kommen mit einer Ausnahme nur selten, wenn überhaupt auf den Boden. Tagsüber schlafen sie in einem Blätternest, um in der Nacht auf Nahrungssuche zu gehen. Ihre Nahrung besteht hauptsächlich aus Insekten, daneben nehmen sie auch Früchte und Nektar zu sich.
Gegen Fressfeinde verteidigen sie sich mit einem äußerst übel riechenden Drüsensekret. In Verbindung mit der gestreiften Fellzeichnung lassen sich dabei Parallelen zu den Stinktieren erkennen.
Während männliche Streifenbeutler Einzelgänger sind, findet man Weibchen öfters in Weibchengruppen, zusammen mit ihrem Nachwuchs. Vermutlich gibt es während der Paarungszeit heftige Rivalenkämpfe zwischen den Männchen. Ansonsten ist über die Fortpflanzung kaum etwas bekannt.
Streifenbeutler werden in fünf Arten unterteilt:
- Der Große Streifenbeutler (Dactylopsila trivirgata) ist in Neuguinea und Nordost-Queensland verbreitet. Er ist die besterforschte und weitestverbreitete Art.
- Der Tate-Streifenbeutler (Dactylopsila tatei) lebt ausschließlich auf der Fergusson-Insel vor der Südküste Neuguineas. Wegen seines kleinen Verbreitungsgebietes gilt er als bedroht.
- Der Bürstenschwanz-Streifenbeutler (Dactylopsila megalura) ist im westlichen Neuguinea beheimatet.
- Der Arfak-Streifenbeutler (Dactylopsila kamburayai) lebt im Arfakgebirge auf der Halbinsel Vogelkop im Westen von Neuguinea.
- Der Langfinger-Streifenbeutler (Dactylopsila palpator) wird manchmal in einer eigenen Untergattung, Dactylonax, geführt. Bei dieser Art ist der verlängerte vierte Finger besonders ausgeprägt, auch gilt sie als eher bodenlebend als die anderen Streifenbeutlerarten. Ihre Heimat ist das mittlere und östliche Neuguinea.

## Belege
1. ↑  Stephen Jackson: Family Petauridae (Striped Possums, Leadbeater's Possum and Lesser Gliders). S. 559 – 560 in Don E. Wilson, Russell A. Mittermeier: Handbook of the Mammals of the World – Volume 5. Monotremes and Marsupials. Lynx Editions, 2015, ISBN 978-84-96553-99-6